# 28-я танковая бригада
28-я отдельная танковая бригада — воинское формирование Рабоче-крестьянской Красной Армии в годы Великой Отечественной войны.
Сокращённое наименование — 28 тбр.

## История

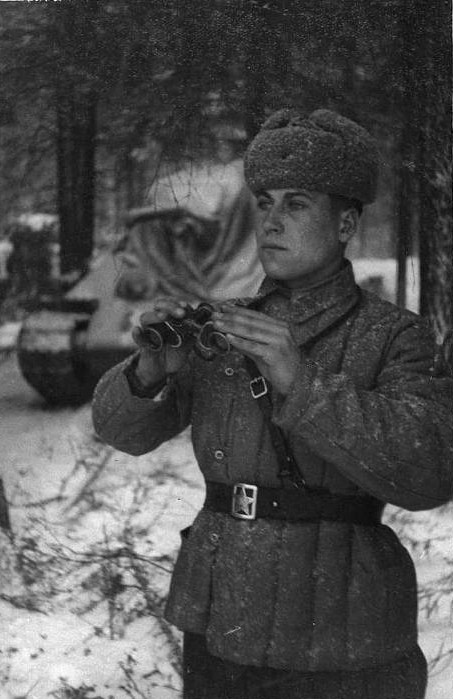
Танкист 242-го танкового батальона 28-й танковой бригады младший лейтенант С. М. Гусаков. Ноябрь 1942 г.

Сформирована 28 сентября 1941 года в городе Наро-Фоминске Московской области.
12 октября переведена в лагерь Костерево, 22 октября сосредоточилась в районе тогда ещё села Кубинки.
23 октября убыла на Западный фронт.
С 24 октября — в составе действующей армии.
25 октября (по другим данным — 26 октября) вошла в состав 16-й армии. Участвовала в битве за Москву: с 26 октября принимала участие в боях за Скирманово, в которых понесла значительные потери.
С 12 ноября участвовала в боевых действиях совместно с 4-й и 27-й отдельными танковыми бригадами.
С 16 ноября — в составе оперативной кавалерийской группы генерал-майора Доватора.
С 21 ноября — в резерве 16-й армии на доукомплектовании.
С 23 марта 1942 года — вновь в составе действующей армии.
С 25 марта — в составе 30-й армии Калининского фронта.
23 августа выведена в резерв Калининского фронта.
21 сентября вошла в состав 39-й армии.
7 февраля 1943 года переформирована в 28-ю гвардейскую танковую бригаду.

## В составе
| Дата         | Дата     | В составе                                   | В составе                                    |
| ------------ | -------- | ------------------------------------------- | -------------------------------------------- |
| Число, месяц | Год      | Армия                                       | Фронт (или иное формирование, крупнее армии) |
| 1 октября    | 1941 год | Московский военный округ                    | Московский военный округ                     |
| 1 ноября     | 1941 год | 16-я армия                                  | Западный фронт                               |
| 1 декабря    | 1941 год | 16-я армия                                  | Западный фронт                               |
| 1 января     | 1942 год | Резерв Ставки Верховного Главнокомандования | Резерв Ставки Верховного Главнокомандования  |
| 1 февраля    | 1942 год | Московский военный округ                    | Московский военный округ                     |
| 1 марта      | 1942 год | Московский военный округ                    | Московский военный округ                     |
| 1 апреля     | 1942 год | 30-я армия                                  | Калининский фронт                            |
| 1 мая        | 1942 год | 30-я армия                                  | Калининский фронт                            |
| 1 июня       | 1942 год | 30-я армия                                  | Калининский фронт                            |
| 1 июля       | 1942 год | 30-я армия                                  | Калининский фронт                            |
| 1 августа    | 1942 год | 30-я армия                                  | Калининский фронт                            |
| 1 сентября   | 1942 год | Калининский фронт                           | Калининский фронт                            |
| 1 октября    | 1942 год | 39-я армия                                  | Калининский фронт                            |
| 1 ноября     | 1942 год | 39-я армия                                  | Калининский фронт                            |
| 1 декабря    | 1942 год | 39-я армия                                  | Калининский фронт                            |
| 1 января     | 1943 год | 39-я армия                                  | Калининский фронт                            |
| 1 февраля    | 1943 год | 39-я армия                                  | Калининский фронт                            |

## Состав[1]

### 28 сентября 1941 года
- управление бригады;
- рота управления;
- разведывательная рота;
- 28-й танковый полк:
  - 1-й танковый батальон;
  - 2-й танковый батальон;
- 28-й моторизованный стрелковый пулемётный батальон;
- зенитный дивизион;
- ремонтно-восстановительная рота;
- автотранспортная рота;
- медико-санитарный взвод.

### 28 декабря 1941 года
- управление бригады;
- рота управления;
- разведывательная рота;
- 28-й отдельный танковый батальон;
- 242-й отдельный танковый батальон;
- мотострелковый пулемётный батальон;
- ремонтно-восстановительная рота;
- автотранспортная рота;
- медико-санитарный взвод.

### Март 1942 года
- управление бригады;
- 28-й отдельный танковый батальон;
- 242-й отдельный танковый батальон;
- моторизованный стрелковый батальон;
- истребительная противотанковая артиллерийская батарея;
- зенитная батарея;
- рота управления;
- рота технического обеспечения;
- медико-санитарный взвод.

## Командующие
- полковник Константин Алексеевич Малыгин (28 сентября 1941 года—7 декабря 1942 года)[1][5];
- подполковник[1] (по другим данным — полковник[5]) Ефим Максимович Ковалёв[1][5] (15[1]/16 декабря[5] 1942 года—7 февраля[1]/7 марта[5] 1943 года).

## Герои Советского Союза
- Бармин, Илья Елизарович, младший политрук, командир танковой роты.